# 禄东赞
噶尔·东赞域松（藏語：མགར་སྟོང་བཙན་ཡུལ་སྲུང༌།，威利转写：mgar stong btsan yul srung，THL：Gar Tongtsen Yulsung，藏语拼音：ga tong zain yü sung，？—667年），又译东赞域宋，吐蕃帝国早期著名政治家、军事家和外交家，出身噶尔氏家族，曾担任过大贡论之职。他是松赞干布时期最重要的大臣之一。根据史籍记载，禄东赞为人“明毅严重”，当政期间在政治、经济制度方面多有建树。
噶尔·东赞域松于藏文史料中被简称为噶尔·东赞（མགར་སྟོང་བཙན），亦被称为大论东赞（བློན་ཆེན་སྟོང་རྩན）、伦布噶（བློན་པོ་མགར་，意为“大臣噶尔氏”）。在汉文史籍中，他以禄东赞、论东赞、大论东赞的名字出现，皆自藏语“བློན་སྟོང་རྩན”（Lon Tongtsen，意为“贵族东赞”）翻译而来。其中，又以禄东赞一名为汉族人民所熟知。

## 生平

### 松赞干布时期
禄东赞出生年月不详，是堆隆让巴人。根据敦煌出土藏文文献《小邦邦伯家臣及赞普世系》（P.T.1286）的记载，噶尔氏家族原为吐蕃十二小邦（藏語：རྒྱལ་ཕྲན་སིལ་མ་བཅུ་གཉིས）之一岩波查松（藏語：ངས་པོ་འི་ཁྲ་སུམ་）国王之家臣的后裔，领地位于今日墨竹工卡县止贡一带。根据藏学家刘立千考证，孙波被吐蕃征服后，噶尔氏成为吐蕃的重臣。吐蕃大贡论噶尔·赤扎孜门、噶尔·芒香松囊皆出自噶尔氏一族。根据五世达赖《西藏王臣记》的记载，禄东赞是噶尔·东麦赤恰（藏語：སྟོང་མོས་ཁྲི་ཆགས་）的儿子。
松赞干布继位之初，率领吐蕃骑兵征服了青藏高原的大部分地区，确立了吐蕃在高原的霸主地位。与此同时，松赞干布派遣禄东赞与吞弥·桑布扎，携带礼物和随从一百余人出使尼婆罗，向国王阿姆苏·瓦尔玛（光胄王）提出和亲，希望娶公主布里库提（尺尊公主）为妃。在吐蕃的威胁恫吓下，光胄王被迫将尺尊公主嫁给了松赞干布。
640年，松赞干布派遣禄东赞为正使，吞弥·桑布扎、支·塞汝恭顿为副手出使中国唐朝，成功地促使唐朝与吐蕃和亲，派遣文成公主进入吐蕃。在出使唐朝期间，禄东赞因机智善变，极为唐太宗赏识，唐太宗封其为唐朝的右卫大将军。支·塞汝恭顿嫉妒禄东赞的才能，建议唐太宗将禄东赞留在唐朝以永保两国和平；因此唐太宗试图将琅琊公主的外孙女段氏嫁给禄东赞，诱使他为唐朝效力，但被禄东赞婉拒。
根据《贤者喜宴》的记载，禄东赞与达杰·莽布支（藏語：ད་རྒྱལ་མང་པོ་རྗེ）创立了吐蕃历史上最早的行政区域——“如”（藏語：རུ），并颁布了相关法律；又设置“奎本”（藏語：ཁོས་དཔོན）一职，为这些地区的行政长官。禄东赞自任吐蕃的奎本。
根据《大相世系》记载，642年，禄东赞与琼波·邦色苏孜等著名大臣，追随松赞干布讨伐羊同（即象雄），费时三年，成功征服了这个国家，统一了青藏高原。琼波·邦色被任命为象雄的奎本。
吐蕃大相娘·芒布杰尚囊因征服苏毗而受到松赞干布的重用，大臣琼波·邦色心中嫉妒，使用离间计陷害并害死了尚囊，继任大相之位。后来琼波·邦色邀请松赞干布到自己的封地藏蕃视察，试图谋害赞普。松赞干布命令禄东赞前往藏蕃安置赞普的牙帐。但禄东赞发现了奸谋，将其报告松赞干布。结果琼波·邦色被迫自杀，禄东赞继之为大相。

### 摄政时期
650年左右，松赞干布去世，其孙芒松芒赞年幼，由禄东赞辅政。禄东赞掌权期间，致力于安定吐蕃内部，进行一系列制度改革。同时也继承了松赞干布的对外扩张政策。
652年，禄东赞发兵征服洛沃（藏語：གློ་བོ།，今阿里地区）和藏尔夏（藏語：རྕང་རྒྱའ།，今后藏地区）。653年进行税制改革，制定牛腿税制度（藏語：གནག་ལིངས་།），遣达杰·莽布支征收田税。次年于蒙布赛拉宗（藏語：མོང་པུ་སྲལ་མཛོང་།）主持集会，点视户口，建立户籍制度。655年，又制定了吐蕃历史上的第一部法律。此后，禄东赞多次巡视吐蕃各地。
656年，禄东赞率12万大军攻灭白兰部，同时积极保持同唐朝的友好关系，两次向唐朝请求和亲。659年始，禄东赞开始对青海湖一带的吐谷浑展开大规模入侵，并于663年彻底灭亡吐谷浑，改其地名为“阿豺”（藏語：ཨ་ཞ་）。此后禄东赞一直居住在吐谷浑故地，招抚吐谷浑旧部。
659年，禄东赞前往吐谷浑。同年，吐蕃将领达延·莽布支在乌海與唐朝将领苏定方交戰，达延·莽布支阵亡。芒松芒赞以年老为由罢免了禄东赞的大贡论之职，以倭美岱类赞代之。661年，倭美岱类赞谋反被杀，禄东赞再次被任命为大贡论。
禄东赞执政期间，吐蕃曾试图夺取唐朝辖下的西域。662年，唐朝西域都护府辖下的疏勒、龟兹以及西突厥的弓月等部反唐投蕃。唐朝派遣苏海政、昔兴亡可汗阿史那弥射、继往绝可汗阿史那步真前往讨伐。但昔兴亡与继往绝有矛盾，昔兴亡在内讧中被杀，其余部投奔吐蕃。唐军与蕃军在西域遭遇，苏海政以行贿的方式让吐蕃退兵。665年，弓月等部引蕃军进攻于阗（吐蕃人称之为“李域”，藏語：ལི་ཡུལ་）。唐朝派西州都督崔智辩往救。崔智辩以围魏救赵的方式袭击吐蕃，迫使蕃军退回境内。
666年，禄东赞自吐谷浑回逻些城，途经悉立山谷，颈部得了痈疽之症。次年，老死于日布（藏語：རིས་བུར་）。其子赞悉若、论钦陵相继担任大相，继续把持吐蕃朝政数十年。禄东赞的其他儿子则把持着各地的兵权，其家族权倾一时。

## 相关传说
根据藏族传说，禄东赞奉松赞干布之命到达长安，向唐太宗提出和亲。但当时有格萨（指党项）、大食（指波斯）、天竺、白达霍尔（指突厥或回纥）等国使臣，各率一百人同时前来提亲。这使唐太宗十分为难，最终决定出难题考验使臣的智慧，将文成公主嫁给胜出者所属的国家。
- 第一试：丝绸穿孔。唐太宗取出一块翠玉，其中有一个十分曲折的孔，要求众使臣将一束丝绸穿过这个孔。四国使臣皆不能穿过，唯禄东赞为人机智灵敏，事先捉了一只蚂蚁，用牛乳把它喂得如拇指般大小；待穿孔之时，将丝绸的一端拴在蚂蚁身上，置之于孔前，用力一吹，蚂蚁带着丝绸从孔中爬过，顺利完成了任务。
- 第二试：吃羊鞣革。唐太宗给每个使团五百只羊、一百坛酒，要求一天之内将羊全部吃完并将羊皮鞣成皮革。禄东赞令每名随从各杀羊一只，将皮剥下，加盐调和，排队传递羊肉吃下，同时喝酒。吃完羊肉后，禄东赞下令从队首依次传递羊皮搓揉，到了队末之人便可以涂油了。最终只有吐蕃使团完成了任务。
- 第三试：为马、鸡辨认母子关系。唐太宗令人将母马一百匹和小马一百匹混杂在一起，要求使臣辨认它们之间的母子关系。禄东赞在前一天晚上将小马和母马分别拴在不同的地方，只给小马吃草不给它们饮水。次日将小马放入母马群里，小马各寻其母吸食其乳，因此得以辨识。唐太宗又让使臣辨认鸡的母子关系。禄东赞将母鸡和小鸡都放入一个大的鸡槽之中，在母鸡脖子下跳动觅食的即为其子。
- 第四试：辨认树木的根与梢。唐太宗给了使臣一百条松木，要求他们辨认根和梢。禄东赞命人将松木投入河中，下沉的一端便是根，上浮的一段便是梢。
- 第五试：辨认路径。唐太宗在夜间召见各国使臣入宫听戏，听戏结束后，唐太宗要求使臣都按原路返回馆驿。由于宫中路径复杂，其他四位使臣都迷路了。只有禄东赞由于在入宫之时，于所经过的每个宫门旁都用蓝靛和朱砂作了记号，顺利地返回了馆驿。
- 第六试：辨认公主。唐太宗下令给各国使臣三天期限，三天之后到城东郊集合，在三百名美女中辨认出文成公主。禄东赞事先探听得知馆驿的主妇曾与文成公主相善，向她询问了文成公主的相貌特征，最终认出了文成公主。

由于禄东赞顺利通过了唐太宗的六次难题的测试，被唐朝人称赞为“六试婚使”、“六难婚使”。唐太宗赞赏禄东赞的才智，最终决定让文成公主和亲吐蕃。

## 后世评价
- 《新唐书》评价：“东赞不知书，性明毅，用兵有节制。吐蕃倚之，遂为强国”。[23]
- 敦煌出土的藏文文献《吐蕃贊普傳記》称赞道：“在上者深沉要数赤松赞赞普（指松赞干布），在下者贤明要数东赞域松。”[24]
- 五世达赖称赞：“他所作政教相辅事业，不仅对吐蕃国王尽忠职守，对吐蕃人民也留下了难忘的德泽。”[25]
- 《賢者喜宴》將禄东赞与吞弥·桑布扎、支·塞汝贡敦、娘·墀桑扬敦四人合稱为“四贤臣”（藏語：མེད་ཐབས་མེད་པའི་བློན་པོ）。[26]

## 子孙
据敦煌吐蕃文献《吐蕃大事紀年》记载，禄东赞有五个儿子。
- 长子：赞悉若（？—685年），即噶尔·赞聂多布，继禄东赞之后为吐蕃大贡论。
- 次子：论钦陵（？—698年），即噶尔·钦陵赞卓，继赞悉若之后担任吐蕃的大贡论[28]。
- 三子：赞婆，即噶尔·没陵赞藏顿[28]。
- 四子：悉多，即噶尔·达古日耸（藏語：མགར་སྟ་གུ་རི་ཟུམ།）。
- 五子：勃伦赞刃（？—695年），即噶尔·赞辗恭顿（藏語：མགར་བཙན་ཉེན་གུང་སྟོན།）。

禄东赞的诸子掌握着吐蕃的政权和兵权，其威望甚至超过了赞普一族。这一状况一直持续到699年赞普赤都松赞消灭论钦陵为止。政变发生后，禄东赞的第三子赞婆与论钦陵之子噶尔·莽布支（汉文文献称之为论弓仁），率部众和一些族人向唐朝投降，并且以“论”为姓，成为论姓的始祖。

## 脚注
1. ↑  . Simon and Schuster. 2022-07-19: 499. ISBN 978-0-86171-472-8 （英语）.
2. ↑  《西藏王统记》47页
3. ↑  敦煌出土的吐蕃時期藏文文獻《小邦邦伯家臣及贊普世系》（編號P.T.1286）記載：「岩波查松之地，王為古止森波傑，其家臣為『噶爾』與『年』二氏。」
4. ↑  《西藏王统记》第181~182页（注释310）
5. ↑  《西藏王臣記》69頁
6. ↑  尺尊公主入藏的时间没有确切记载，据《新编尼泊尔史》记载光胄王死于621年，因此其入藏时间应在621年之前。
7. ↑  《西藏王统记》第十三章迎娶文成公主一节中，有二人的名字登场（见该书66页）
8. 1 2  《新唐书·吐蕃传》
9. ↑  《西藏王统记》69页
10. ↑  《西藏王统记》称禄东赞被唐太宗扣留在唐朝，后来逃归吐蕃。（参见该书第十三章）但此故事不见于任何汉文文献的记载。
11. 1 2  《贤者喜宴》30~31页
12. ↑  《吐蕃史稿》第56页
13. ↑  《吐蕃史稿》65页
14. ↑  《吐蕃史稿》85~86页
15. ↑  《吐蕃大事纪年》：“及至羊年，大论东赞前往阿豺。达延莽布支于乌海之东岱初与唐朝苏定方交战，达延亦死，以八万之众败于一千。”
16. 1 2  根据敦煌出土的吐蕃时期藏文文献《赞普传记》（编号为P.T.1287）记载：“噶尔·东赞域宋任之，域宋年耄，由倭美岱类赞继任。不久，彼以心怀逆二见杀。其后，东赞重新出任，六年，老死。”
17. ↑  薛宗正，“噶尔家族与附蕃西突厥诸政权——兼论唐与吐蕃间的西域角逐”，中国边疆史地研究，第12卷 第4期，2002年12月。
18. ↑  敦煌出土的吐蕃时期藏文文献《吐蕃大事纪年》（编号P.T.1288）记载：“及至虎年，……大论自吐谷浑境还。于悉立山谷颈部患痈疽。”
19. ↑  《吐蕃大事纪年》：“及至兔年，赞普至倭儿芒，大论东赞薨于日布。”
20. ↑  《资治通鉴》记载：“至兔年（667年），……大论东赞死于日布。”《贤者喜宴》称禄东赞在征讨唐朝期间死于军中，这里的日布应该是吐谷浑的一个地名。（《贤者喜宴》95页脚注6）。
21. ↑  关于这些国名的注解，参见《西藏王统记》第185页
22. ↑  《西藏王统记》第62~66页
23. ↑  《新唐书·吐蕃传》。此处所称的“书”应当指的是四书五经之类的汉文儒学典籍，禄东赞创立法律制度说明了他能够看懂藏文。（《吐蕃史稿》85页）
24. ↑  《敦煌本吐蕃历史文书增订本》，169页
25. ↑  原文参见《西藏王臣记》103~104页。转引自《吐蕃史稿》88页
26. ↑  《贤者喜宴》30页
27. ↑  《吐蕃史稿》89页
28. 1 2  部分汉文史料称是禄东赞的孙子。但据敦煌出土的藏文文献记载，实应为禄东赞之子。